# Adolphe Lafont
Pour les articles homonymes, voir Lafont.
Adolphe Lafont est une entreprise française de vêtement professionnel créée en 1844 à Lyon. Elle est la première à inventer la salopette qui sera ensuite perfectionnée par Levi's.

## Historique
La société Lafont fait un temps partie du groupe André,, est vendue au groupe Wagram Equity Parteners et à Claude Dieudonné en 1997,.
Elle est rachetée par le groupe Kwintet en 2000,, (également propriétaire de Bragard), et enfin par CEPOVETT GROUP en mars 2016.

## Développement
La salopette, ou cotte 406, de Lafont est inventée par Adolphe Lafont en 1844 pour son beau-père charpentier, avec une poche centrale permettant d'y porter quelques outils. Ce vêtement est notamment popularisé au XXe siècle en France par Coluche,. La marque Lafont continue son activité avec des vêtements de ville, mais aussi de travail pour plus de 200 métiers.
Ces vêtements sont fabriqués en Tunisie, au Maroc, en Chine et au Bangladesh ; le reste (design, marketing, choix des tissus, contrôle qualité...) est fait à Villefranche-sur-Saône.

## Hommages

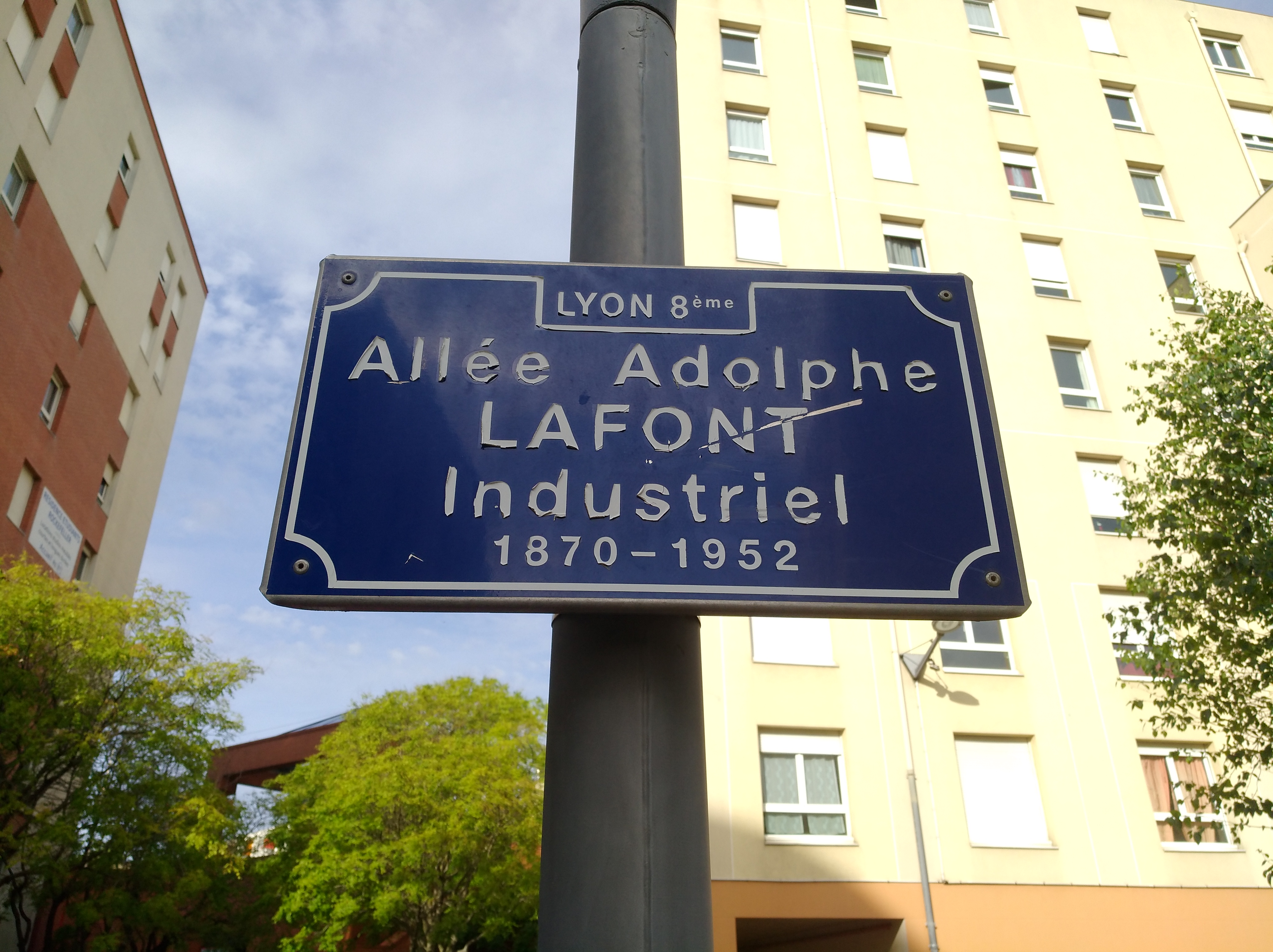
Plaque de l’allée Adolphe-Lafont à Lyon.

Une voie de Lyon se nomme allée Adolphe-Lafont ainsi qu'un jardin à Villeurbanne.